# Matej Rakovan
Matej Rakovan (* 14. března 1990 v Žilině) je slovenský fotbalový brankář, od července 2015 působící v klubu FC Vysočina Jihlava. Mimo Slovensko působil na klubové úrovni v Česku. Je bývalým mládežnickým reprezentantem Slovenska.
V roce 2014 úspěšně dokončil vysokoškolské studium na Panevropské vysoké škole na fakultě ekonomie a podnikání v Bratislavě.

## Klubová kariéra
Svoji fotbalovou kariéru začal v klubu MŠK Žilina, kde prošel všemi mládežnickými kategoriemi. Před sezonou 2009/10 se propracoval do prvního mužstva. V únoru 2011 odešel na hostování do Tatranu Liptovského Mikuláše. Na podzim 2012 hostoval v týmu MFK OKD Karviná.

### SK Slavia Praha
V lednu 2013 jej získala na hostování pražská Slavia, kde působila řada jeho krajanů, na jeho postu zkušený Kamil Čontofalský. Součástí dohody o hostování byla i opce na přestup. V 1. lize debutoval v posledním kole ročníku 2012/13 v utkání proti Vysočině Jihlava (porážka 1:3). Po sezóně Slavia uplatnila opci.

### FC Vysočina Jihlava
Před sezonou 2015/16 se stal novou posilou klubu FC Vysočina Jihlava, kde ale na podzim 2015 v Synot lize nenastoupil ani do jednoho utkání. Byl náhradníkem Jana Hanuše. Ve druhé části ročníku odchytal čtyři zápasy.
V roce 2019 přestoupil do Fastavu Zlín, kde zatím odchytal dva ligové zápasy a připsal si výhru proti Baníku i Dukle.

## Reprezentační kariéra
Nastupoval za slovenskou reprezentaci do 21 let.